# Quinta do Sol
Quinta do Sol è un comune del Brasile nello Stato del Paraná, parte della mesoregione del Centro Ocidental Paranaense e della microregione di Campo Mourão.